# Beagle 2

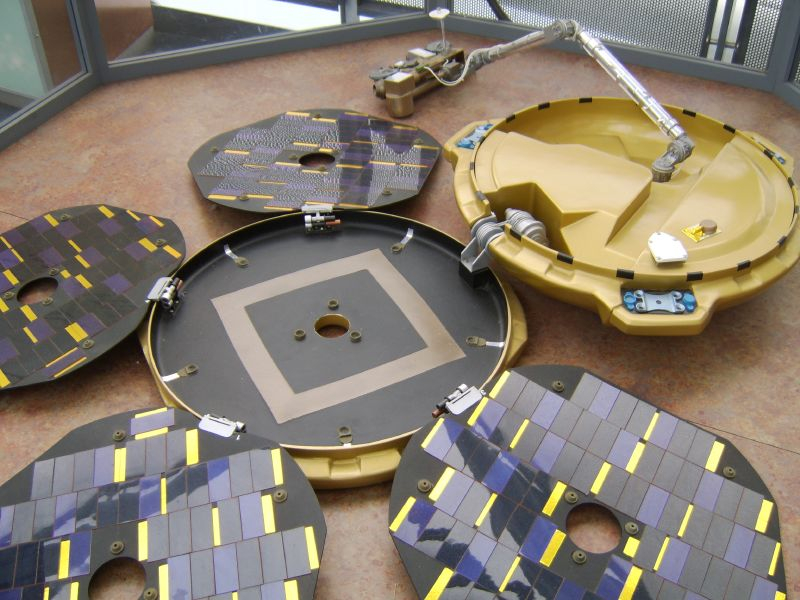
A Beagle 2 makettje kiállításon

A Beagle 2 brit leszállóegység az első európai Mars-szondán, a Mars Expressen. 2003. június 2-án indították Bajkonurból Szojuz hordozórakétával. 2003. december 19-én levált a keringő egységről és önálló repülésbe kezdett. December 25-én belépett a Mars légkörébe. Itt a tervezettnek megfelelően megszakadt vele a rádióösszeköttetés, de később nem sikerült újra felvenni vele a kapcsolatot.
A projekt munkatársai azt feltételezték, hogy a túl ritka légkör miatt nem volt elegendő az ejtőernyők fékező ereje, így túlságosan nagy sebességgel csapódott a felszínhez. A NASA Mars Odyssey műholdja is kereste a kis robotot.
A Beagle 2 fő feladata a robotkarja által kiemelt talajminták vegyelemzése lett volna az esetleges marsbeli élet nyomainak fellelése végett.
A Beagle 2 utódja a 2009-es Beagle 3 lett volna, de azt pénzhiány miatt törölték.
2015-ben a NASA Mars Reconnaissance Orbiter felvételein megtalálták a Beagle 2-t. Napelemei valószínűleg nem nyíltak ki teljesen, így nem lehetséges közvetlen rádiókommunikáció a robottal. Annyi azonban bizonyos, hogy szerencsésen leszállt a Mars felszínére (a kezdeti hírek azt feltételezték, hogy összetört).